# Казаков Олег Вікторович
Олег Вікторович Казаков (рос. Олег Викторович Казаков; нар. 20 травня 1981, Красноярськ, РРФСР) — російський футзаліст, нападник. Виступав за збірну Росії з футзалу.

## Життєпис
Вихованець лісосибірської «Ніки». Свою футзальну кар'єру розпочинав в югорському клубі «ТТГ-Ява». У 2004-2008 роках грав за московський «Спартак», був капітаном команди. У сезоні 2008-2009 року виступав за «Митищі», після чого перейшов до складу «новоспечених» чемпіонів — єкатеринбурзького «ВІЗ-Сінара». Взявши участь в завоюванні клубом другого чемпіонства, залишив Єкатеринбург і через півроку опинився в сиквитарському клубі «Нова генерація».
У складі збірної Казаков дебютував 2006 року, зігравши в товариському матчі проти збірної України. Брав участь у двох відбіркових матчах чемпіонату Європи 2007 року.

## Досягнення
- Чемпіонат Росії з міні-футболу
  -  Чемпіон (1): 2009/10